# Dean Stockwell
Dean Stockwell (Los Angeles, 5 marzo 1936 – Ranchos de Taos, 7 novembre 2021) è stato un attore statunitense.

## Biografia
Figlio degli attori Harry Stockwell e Elizabeth (Betty) Margaret Veronica (di origine italiana) e fratello minore dell'attore Guy Stockwell, esordisce bambino, all'età di sette anni, spaziando dal musical Due marinai e una ragazza (Canta che ti passa) (1945), a fianco di Frank Sinatra e Gene Kelly, al melodramma come La valle del destino (1945). Dopo il primo ruolo importante in Anni verdi (1946), l'anno successivo interpreta il figlio di Gregory Peck nel dramma sociale Barriera invisibile (1947). Il grande successo arriva con tre film successivi, in cui è promosso protagonista: Il ragazzo dai capelli verdi (1948) di Joseph Losey, Il giardino segreto (1949) e Kim (1950), a fianco di Errol Flynn. Con la partecipazione al film Il fuggiasco di Santa Fè (1951) si conclude la sua esperienza di attore bambino.
Si allontana dal grande schermo per alcuni anni, ritornandovi ormai adulto per un altro ruolo da protagonista nel drammatico Frenesia del delitto (1959), in cui interpreta uno dei due giovani assassini della buona società, colpevole di un efferato delitto ispirato al caso Leopold e Loeb. Per questo ruolo vincerà al Festival di Cannes di quell'anno il Prix d'interprétation masculine ex aequo con le co-star Bradford Dillman e Orson Welles. Bisserà il premio nel 1962, grazie all'interpretazione in Il lungo viaggio verso la notte di Sidney Lumet (anche questa volta insieme alle co-star Jason Robards e Ralph Richardson), divenendo il primo attore a vincere più volte il prestigioso riconoscimento. Dopo di lui, vi sono riusciti solo Marcello Mastroianni (1970, 1987) e Jack Lemmon (1979, 1982). Questi riscontri in ruoli di alto profilo sembrano il viatico ad una carriera di prima grandezza nello stardome hollywoodiano, ma in realtà Stockwell rimane attore caratterista in diverse produzioni, dall'indipendente al cinema di genere, durante gli anni sessanta e settanta. 
Affermatosi definitivamente come attore non protagonista, Stockwell vive il periodo più fortunato negli anni ottanta, grazie a convincenti interpretazioni in ruoli di supporto: Dune (1984) di David Lynch, Paris, Texas (1984) di Wim Wenders, Velluto blu (1986), ancora di Lynch, indimenticabile per mostruosità e perversione, l'elegiaco Giardini di pietra (1987); è un sanguigno Howard Hughes in Tucker - Un uomo e il suo sogno (1988) di Francis Ford Coppola, un pittoresco mafioso in Una vedova allegra... ma non troppo (1988), grazie al quale ottiene una candidatura all'Oscar quale miglior attore non protagonista, e ricopre un ennesimo ruolo di impegno in I protagonisti (1992) di Robert Altman e uno secondario in Un marito quasi perfetto (1996). 
L'attore conquista inoltre una grande popolarità presso il pubblico televisivo dal 1989, grazie al personaggio di Al Calavicci, nella serie televisiva fantascientifica In viaggio nel tempo, dove recita accanto al protagonista Scott Bakula. Negli anni novanta alterna lavori cinematografici con ruoli da guest star in svariate produzioni televisive, e successivamente negli anni duemila ricopre ruoli ricorrenti in JAG - Avvocati in divisa e Battlestar Galactica.

## Filmografia

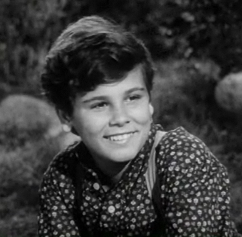
Un giovane Dean Stockwell nel western Stars in My Crown (1950)

### Attore

#### Cinema
- La valle del destino (The Valley of Decision), regia di Tay Garnett (1945)
- Due marinai e una ragazza (Canta che ti passa) (Anchors Aweigh), regia di George Sidney (1945)
- Gianni e Pinotto a Hollywood (Bud Abbott and Lou Costello in Hollywood), regia di Sylvan Simon (1945)
- Anni verdi (The Green Years), regia di Victor Saville (1946)
- Home, Sweet Homicide, regia di Lloyd Bacon (1946)
- L'invincibile McGurk (The Mighty McGurk), regia di John Waters (1947)
- A Really Important Person, regia di Basil Wrangell – cortometraggio (1947)
- Non tormentarmi più (The Arnelo Affair), regia di Arch Oboler (1947)
- La cavalcata del terrore (The Romance of Rosy Ridge), regia di Roy Rowland (1947)
- Il canto dell'uomo ombra (Song of the Thin Man), regia di Edward Buzzell (1947)
- Barriera invisibile (Gentleman's Agreement), regia di Elia Kazan (1947)
- Il figlio della tempesta (Deep Waters), regia di Henry King (1948)
- Il ragazzo dai capelli verdi (The Boy with Green Hair), regia di Joseph Losey (1948)
- Naviganti coraggiosi (Down to the Sea in Ships), regia di Henry Hathaway (1949)
- Il giardino segreto (The Secret Garden), regia di Fred M. Wilcox (1949)
- Stars in My Crown, regia di Jacques Tourneur (1950)
- The Happy Years, regia di William A. Wellman (1950)
- Kim, regia di Victor Saville (1950)
- Il fuggiasco di Santa Fè (Cattle Drive), regia di Kurt Neumann (1951)
- Una pistola per un vile (Gun for a Coward), regia di Abner Biberman (1957)
- The Careless Years, regia di Arthur Hiller (1957)
- Frenesia del delitto (Compulsion), regia di Richard Fleischer (1959)
- Figli e amanti (Sons and Lovers), regia di Jack Cardiff (1960)
- Il lungo viaggio verso la notte (Long Day's Journey into Night), regia di Sidney Lumet (1962)
- Rapimento (Rapture), regia di John Guillermin (1965)
- Psych-Out - Il velo sul ventre (Psych-Out), regia di Richard Rush (1968)
- Le vergini di Dunwich (The Dunwich Horror), regia di Daniel Haller (1970)
- Fuga da Hollywood (The Last Movie), regia di Dennis Hopper (1971)
- La polizia non perdona (The Loner), regia di Sutton Roley (1972)
- The Werewolf of Washington, regia di Milton Moses Ginsberg (1973)
- The Pacific Connection, regia di Luis Nepomuceno (1974)
- Win, Place or Steal, regia di Richard Bailey (1975)
- Won Ton Ton, il cane che salvò Hollywood (Won Ton Ton: The Dog Who Saved Hollywood), regia di Michael Winner (1976)
- One Away, regia di Sidney Hayers (1976)
- Tracks - Lunghi binari della follia (Tracks), regia di Henry Jaglom (1977)
- She Came to the Valley, regia di Albert Band (1979)
- Obiettivo mortale (Wrong Is Right), regia di Richard Brooks (1982)
- Neil Young: Human Highway, regia di Dean Stockwell e Neil Young (1982)
- Alsino e il condor (Alsino y el cóndor), regia di Miguel Littín (1983)
- Paris, Texas, regia di Wim Wenders (1984)
- Dune, regia di David Lynch (1984)
- La leggenda di Billie Jean (The Legend of Billie Jean), regia di Matthew Robbins (1985)
- Vivere e morire a Los Angeles (To Live and Die in L.A.), regia di William Friedkin (1985)
- Papa Was a Preacher, regia di Steve Feke (1985)
- Velluto blu (Blue Velvet), regia di David Lynch (1986)
- Giardini di pietra (Gardens of Stone), regia di Francis Ford Coppola (1987)
- Beverly Hills Cop II - Un piedipiatti a Beverly Hills II (Beverly Hills Cop II), regia di Tony Scott (1987)
- To Kill a Stranger, regia di Juan Lopez Montezuma (1987)
- The Time Guardian, regia di Brian Hannant (1987)
- Banzai Runner, regia di John G. Thomas (1987)
- Blue Iguana (The Blue Iguana), regia di John Lafia (1988)
- Tucker - Un uomo e il suo sogno (Tucker: The Man and His Dream), regia di Francis Ford Coppola (1988)
- Una vedova allegra... ma non troppo (Married to the Mob), regia di Jonathan Demme (1988)
- Palais Royale, regia di Martin Lavut (1988)
- Jorge, um Brasileiro, regia di Paulo Thiago (1988)
- Buying Time, regia di Mitchell Gabourie (1989)
- Per soldi e per magia (Limit Up), regia di Richard Martini (1989)
- Ore contate (Catchfire), regia di Dennis Hopper (1990)
- Sandino, regia di Miguel Littín (1990)
- I protagonisti (The Player), regia di Robert Altman (1992)
- Amici nemici (Friends and Enemies), regia di Andrew Frank (1992)
- Una bionda sotto scorta (Charsers), regia di Dennis Hopper (1994)
- Un marito quasi perfetto (Mr. Wrong), regia di Nick Castle (1996)
- Trapped - Identità nascoste (Naked Souls), regia di Lyndon Chubbuck (1996)
- Last Resort, regia di Lyman Dayton (1996)
- La mia flotta privata (McHale's Navy), regia di Bryan Spicer (1997)
- Midnight Blue, regia di Skott Snider (1997)
- L'ombra del nemico (Living in Peril), regia di Jack Ersgard (1997)
- Air Force One, regia di Wolfgang Petersen (1997)
- Ombre aliene (The Shadow Men), regia di Timothy Bond (1997)
- L'uomo della pioggia - The Rainmaker (The Rainmaker), regia di Francis Ford Coppola (1997)
- Sinbad: The Battle of the Dark Knights, regia di Alan Mehrez (1998)
- Assoluzione pericolosa (Restraining Order), regia di Lee H. Katzin (1999)
- Water Damage, regia di Murray Battle (1999)
- The Venice Project, regia di Robert Dornhelm (1999)
- Rites of Passage, regia di Victor Salva (1999)
- The Flunky, regia di Vincent Van Patten  (2000)
- Face to Face, regia di Ellie Kanner (2001)
- CQ, regia di Roman Coppola (2001)
- Decisione rapida (The Quicky), regia di Sergey Bodrov (2001)
- Buffalo Soldiers, regia di Gregor Jordan (2001)
- Wildfire - Tempesta di fuoco (Inferno), regia di Dusty Nelson (2002)
- The Manchurian Candidate, regia di Jonathan Demme (2004)
- The Deal - Il patto (The Deal), regia di Brian Goeres (2006)
- Al's Beef, regia di Dennis Hauck – cortometraggio (2008)
- C.O.G., regia di Kyle Patrick Alvarez (2013)
- Max Rose, regia di Daniel Noah (2013)
- Deep in the Darkness, regia di Colin Theys (2014)

#### Televisione
- Men of Annapolis – serie TV, episodio 1x04 (1957)
- Climax! – serie TV, episodio 3x40 (1957)
- Cimarron City – serie TV, episodio 1x07 (1958)
- The Restless Gun – serie TV, episodio 2x03 (1958)
- General Electric Theater – serie TV, episodi 6x28-7x21 (1958-1959)
- Johnny Staccato – serie TV, episodio 1x05 (1959)
- Scacco matto (Checkmate) – serie TV, episodio 1x03 (1960)
- June Allyson Show (The DuPont Show with June Allyson) – serie TV, episodio 2x02 (1960)
- Outlaws – serie TV, episodio 1x14 (1961)
- Bus Stop – serie TV, episodio 1x01 (1961)
- Alfred Hitchcock presenta (Alfred Hitchcock Presents) – serie TV, episodio 6x19 (1961)
- Carovane verso il West (Wagon Train) – serie TV, 4 episodi (1961)
- Hallmark Hall of Fame – serie TV, 1 episodio (1961)
- The Dick Powell Show – serie TV, episodi 1x08-2x08 (1961-1962)
- Ai confini della realtà (The Twilight Zone) – serie TV, episodio 3x15 (1962)
- L'ora di Hitchcock (The Alfred Hitchcock Hour) – serie TV, episodio 1x07 (1962)
- La parola alla difesa (The Defenders) – serie TV, 1 episodio (1963)
- The Greatest Show on Earth – serie TV, episodio 1x12 (1963)
- La legge di Burke (Burke's Law) – serie TV, episodio 2x08 (1964)
- Il dottor Kildare (Dr. Kildare) – serie TV, 6 episodi (1965)
- The Danny Thomas Hour – serie TV, episodio 1x15 (1968)
- Bonanza – serie TV, episodio 11x07 (1969)
- Missione impossibile (Mission: Impossible) – serie TV, 1 episodio (1973)
- Mistero in galleria (Night Gallery) – serie TV, 1 episodio (1973)
- Le strade di San Francisco (The Streets of San Francisco) – serie TV, 2 episodi (1973-1975)
- Colombo (Columbo) – serie TV, episodi 2x03-4x04 (1972-1975)
- Cannon – serie TV, 1 episodio (1975)
- Ellery Queen – serie TV, episodio 1x11 (1975)
- Sulle strade della California (Police Story) – serie TV, 4 episodi (1973-1976)
- Cuore e batticuore (Hart to Hart) – serie TV, episodio 4x06 (1982)
- A-Team (The A-Team) – serie TV, episodio 1x05 (1983)
- Simon & Simon – serie TV, 1 episodio (1983)
- Miami Vice – serie TV, episodio 2x08 (1985)
- L'ora del mistero (Hammer House of Mystery and Suspense) – serie TV, episodio 1x08 (1986)
- Hunter – serie TV, 1 episodio (1987)
- La signora in giallo (Murder, She Wrote) – serie TV, episodio 4x21 (1988)
- Ai confini della realtà (The Twilight Zone) – serie TV, episodio 3x22 (1989)
- Capitan Planet e i Planeteers (Capitan Planet and the Planeteers) – serie TV, 9 episodi (1990-1992)
- In viaggio nel tempo (Quantum Leap) – serie TV, 97 episodi (1989-1993)
- Lois & Clark - Le nuove avventure di Superman (Lois & Clark: The New Adventures of Superman) – serie TV, episodio 1x18 (1994)
- Madonna - Tutta la vita per un sogno (Madonna: Innocence Lost), regia di Bradford May – film TV (1994)
- I Langolieri (The Langoliers), regia di Tom Holland – miniserie TV (1995)
- Chicago Hope – serie TV, 1 episodio (1995)
- Unabomber: The True Story – film TV (1996)
- It's True! – serie TV, 1 episodio (1998)
- Stargate SG-1 – serie TV, episodio 6x07 (2001)
- Star Trek: Enterprise – serie TV, episodio 1x20 (2002)
- JAG - Avvocati in divisa (JAG) – serie TV, 11 episodi (2002-2004)
- Battlestar Galactica – serie TV, 14 episodi (2006-2009)
- Battlestar Galactica: The Plan – film TV, regia di Edward James Olmos (2009)
- NCIS: New Orleans – serie TV, 1 episodio (2014)

### Doppiatore
- Capitan Planet e i Planeteers (Captain Planet and the Planeteers) - serie animata, 65 episodi (1990-1992)

## Riconoscimenti
- Premio Oscar
  - 1989 – candidatura come Miglior attore non protagonista per Una vedova allegra... ma non troppo

- Festival di Cannes
  - 1959 – Prix d'interprétation masculine per Frenesia del delitto
  - 1962 – Prix d'interprétation masculine per Il lungo viaggio verso la notte

- Chicago Film Critics Association Awards
  - 1988 – candidatura come Miglior attore non protagonista per Una vedova allegra... ma non troppo

- Kansas City Film Critics Circle Awards
  - 1989 – Miglior attore non protagonista per Una vedova allegra... ma non troppo

- Boston Society of Film Critics
  - 1989 – Miglior attore non protagonista per Una vedova allegra... ma non troppo

- New York Film Critics Circle Awards
  - 1989 – Miglior attore non protagonista per Una vedova allegra... ma non troppo

- National Society of Film Critics
  - 1989 – Miglior attore non protagonista per Una vedova allegra... ma non troppo

### Altri premi
- Hollywood Walk of Fame[3]
- Young Hollywood Hall of Fame[4]

## Doppiatori italiani
Nelle versioni in italiano delle opere in cui ha recitato, Dean Stockwell è stato doppiato da:
- Franco Zucca in In viaggio nel tempo, Una bionda sotto scorta, Unabomber: The True Story, L'uomo della pioggia - The Rainmaker, Wildfire - Tempesta di fuoco
- Massimo Turci in Una pistola per un vile, Frenesia del delitto, Figli e amanti, Il lungo viaggio verso la notte
- Corrado Pani in Anni verdi, Il giardino segreto, Kim
- Bruno Alessandro in Battlestar Galactica, Battlestar Galactica: The Plan, Deep in the Darkness
- Dario Penne in Air Force One, NCIS: New Orleans
- Germana Calderini in Barriera invisibile
- Pietro Biondi in Colombo
- Manlio De Angelis in Ellery Queen
- Claudio Capone in Obiettivo mortale
- Paolo Buglioni in Dune
- Gino La Monica ne L'ora del mistero
- Michele Kalamera in La signora in giallo
- Elio Zamuto in Vivere e morire a Los Angeles
- Roberto Chevalier in Velluto blu
- Pino Locchi in Giardini di pietra
- Gil Baroni in Beverly Hills Cop II - Un piedipiatti a Beverly Hills II
- Raffaele Uzzi in Tucker - Un uomo e il suo sogno
- Renato Cortesi in Una vedova allegra... ma non troppo
- Giulio Platone in Ore contate
- Piero Tiberi in I protagonisti
- Stefano Mondini in Un marito quasi perfetto
- Carlo Reali in La mia flotta privata
- Rodolfo Bianchi in Ombre aliene
- Cesare Barbetti in I Langolieri (ridoppiaggio)

Da doppiatore è sostituito da:
- Gino Pagnani in Capitan Planet e i Planeteers